# أحمد بن محمد بلحسن الدباغ
أحمد بن محمد بلحسن الدباغ  شاعر مغربي من مواليد مراكش٬ سنة 1936 وله قصائد عديدة نشر بعضها في عدة صحف وطنية.
التحق الفقيه بجامعة الأزهر سنة 1328 ه/1910 ، ومكنه مقامه بالقاهرة أن يكون على اتصال دائم بالطبقة النيرة من علمائها وأدبائها وقادة الإصلاح والفكر بها مثل: الكاتب الشهير مصطفى المنفلوطي والزعيم سعد زغلول على ان مقامه بالديار المصرية لم يمتد أكثر من سنتين حتى رجع إلى مسقط رأسه مستوعبا لكثير من العلوم النقلية والعقلية فعرض عليه السلطان المولى عبد الحفيظ أن يسند إليه بعض الوظائف بالقصر فاعتذر للسلطان، مفضلا الاشتغال بالتدريس والوعظ في مساجد المدينة، فشرع  في تعاطي التدريس كحرفة روحية، والتجارة في الحديد باقتراح من صديقه السيد عمر الغرفي ليكسب قوته وقت عياله، وكانت أولى دروسه بعد عودته من مصر تعقد بمسجد روض الزيتون القديم القريب من محل سكناه، فالتف حوله طلبة العلم يأخذون من فيض علمه ، واختار لنفسه أسلوبا لم يعهده الناس من قيل، وهو من أصغر علماء مراكش آنذاك.